# Progne elegans
Progne elegans là một loài chim trong họ Hirundinidae.